# Septoria orchidearum
Septoria orchidearum är en svampart som beskrevs av Westend. 1851. Septoria orchidearum ingår i släktet Septoria och familjen Mycosphaerellaceae.   Inga underarter finns listade i Catalogue of Life.